# Rob Kemps
Rob Kemps (Best, 13 september 1985) is een Nederlandse zanger, entertainer en tv-presentator.

## Loopbaan
Voor het televisieprogramma De Lama's werd in de vorm van een talentenjacht in 2007 voor een seizoen een nieuwe 'lama' gezocht. Kemps was een van de deelnemers bij dit programma Lama Gezocht. Hij eindigde op de tweede plaats.
In 2013 werd Kemps het gezicht van de feestact Snollebollekes, dat uit drie man bestaat (Kemps, Jurjen Gofers en Maurice Huismans), maar waarvan enkel Kemps als 'Snollebollekes' op het podium staat. Met 'Snollebollekes' maakte Kemps een aantal carnavalskrakers, zoals Links rechts in 2015 en Springen Nondeju in 2016. Eind november 2016 won Kemps de Party Awards, de meest prestigieuze competitie voor feestartiesten van Nederland. Het nummer Springen Nondeju kreeg in een maand tijd meer dan een miljoen weergaven op YouTube. Nog geen week na het uitkomen kwam Springen Nondeju uit op nummer twee in de iTunes Top 30 van Qmusic. Het jaar erop hosten de Nederlandse voetbalsupporters massaal heen en weer op “Links rechts” bij het EK voor vrouwen. In 2019 had Kemps twee uitverkochte shows in het GelreDome.
In maart 2020 publiceerde Kemps zijn autobiografie Randverschijnselen, waarin hij schrijft over zijn leven naast de Snollebollekes, en in het bijzonder over zijn passie voor Jacques Brel en de Parijse begraafplaats Père Lachaise.
Op 22 januari 2021 won Kemps de finale van de tv-quiz De Slimste Mens. In september 2021 presenteerde hij met Matthijs van Nieuwkerk het vierdelige tv-programma Chansons!, waarin zij praten over hun voorliefde voor Franse chansons. Een tweede reeks, onder de titel Chansons!!, werd uitgezonden vanaf oktober 2022. Vervolgens tekende hij een contract bij Talpa Network en presenteerde hij op SBS6 het tv-programma The Wheel. Eind 2021 werd Kemps uitgeroepen tot Televizier-Ster Talent op het Gouden Televizier-Ring Gala. Eind 2021 bracht hij met Van Nieuwkerk het boek Chansons! uit.
Sinds 2020 maakt Kemps een podcast met Jordy Graat, Groeten Uit Het Zuiden, waarin zij wekelijks hun eigen activiteiten bespreken en de actualiteiten op ludieke wijze doornemen.
In 2022 nam hij het zeventiende seizoen en de oudejaarsspecial van Ik hou van Holland over van Linda de Mol die dat jaar haar werk neerlegde vanwege betrokkenheid bij de schandalen bij het programma The voice of Holland. Het zeventiende seizoen werd op televisie uitgezonden van 3 september tot en met 22 oktober 2022 en een oudejaarsspecial op 31 december 2022. In het najaar van 2024 vertolkte hij de rol van agent in de bioscoopfilm Opa Cor.
Met de voorstelling Hemel op aarde, die grotendeels over Père Lachaise gaat, trekt Kemps in 2025 langs Nederlandse theaters. In 2023 bracht hij al een gelijknamig boek uit.

## Privé
Kemps heeft een zoon en een dochter uit een eerdere relatie.

## Televisie
- 2007: Lama Gezocht[6] (BNN) - tweede plaats
- 2021: Weet Ik Veel (RTL 4) - winnaar
- 2021: De Slimste Mens (KRO-NCRV) - winnaar
- 2021: The Wheel (SBS6) - presentator
- 2021-2022: Chansons! (BNNVARA) - presentatie
- 2021: Wie kent Nederland? (SBS6) - panellid
- 2022: Samen in actie voor Oekraïne (NPO 1 / RTL 4 / SBS6) - een van de presentatoren[7]
- 2022: Ik hou van Holland (SBS6) - presentator (ter vervanging van Linda de Mol)
- 2023: De 10 Vragen (SBS6) - presentator
- 2023: De Kist (EO) - gast
- 2024: My Tribute to Elvis (SBS6) - presentator
- 2024: Make Up Your Mind (RTL 4) - deelnemer
- 2024: 30 Seconds (SBS6) - teamcaptain

## Bestseller 60
| Boeken met noteringen in de Nederlandse Bestseller 60 | Jaar van verschijnen | Datum van binnenkomst | Hoogste positie | Aantal weken | Opmerkingen                                |
| ----------------------------------------------------- | -------------------- | --------------------- | --------------- | ------------ | ------------------------------------------ |
| Randverschijnselen                                    | 2020                 | 25-03-2020            | 48              | 1            |                                            |
| Chansons!                                             | 2021                 | 01-12-2021            | 2               | 15           | in samenwerking met Matthijs van Nieuwkerk |
| Hemel op aarde                                        | 2023                 | 15-11-2023            | 5               | 10           |                                            |

## Trivia
- Hij won de finale van de winterseizoen-editie 2020/21 van de tv-quiz De Slimste Mens.[10]

- International Standard Name Identifier: 0000 0005 0589 918X
- Nederlandse Thesaurus van Auteursnamen: 426156838
- Virtual International Authority File: 21158548845916352930